# Robertino Pugliara
Robertino Pugliara (Buenos Aires, Argentina; 21 de febrero de 1984) es un futbolista argentino que juega de delantero; actualmente se encuentra sin equipo al salir libre del Persebaya Surabaya.

## Trayectoria
Comenzó su carrera en Club Parque como muchos de los cracks argentinos, rápidamente pasó a Argentinos Juniors y luego a Boca Juniors, donde consiguió varios títulos como infantil. En categoría de menores, pasó a  San Lorenzo de Almagro y fue cedido a préstamo a Talleres de Córdoba para disputar una temporada en la B Nacional (2006-2007). Un representante indonesio que estaba en Argentina lo había visto jugar y le propuso ir para a jugar a su país.

## Clubes
| Club                   | País      | Año       |
| ---------------------- | --------- | --------- |
| San Lorenzo de Almagro | Argentina | 2004-2005 |
| Talleres de Córdoba    | Argentina | 2005-2006 |
| Persija Jakarta        | Indonesia | 2007-2009 |
| Persiba Balikpapan     | Indonesia | 2009-2011 |
| Persija Jakarta        | Indonesia | 2011-2013 |
| PSM Makassar           | Indonesia | 2014      |
| Persipura Jayapura     | Indonesia | 2014-2015 |
| Persib Bandung         | Indonesia | 2016-2017 |
| Pune City              | India     | 2017      |
| Persebaya Surabaya     | Indonesia | 2018-2019 |